# Akeki
Akeki (Axe'ki, Axeki, Tamakoni, Damaagome, Damagomi, Pain Spirits, Poison Spirits), sitni magični duhovi u pričama Indijanaca Achumawi, Atsugewi, Wintu i Shasta. Obično su oblika sičušnih vila, ali se kod nekih plemena javljaju i kao sitne životinjice, ili moćne nežive stvari. U engleskom jeziku prozvani su kao the Pains, Pain Spirits i Poison Spirits. Njih mogu pozvati medicinemani (šamani) ili vješci. Kod nekih plemena to su prvenstveno pozitivni duhovi, oni su čuvari i davatelji magičnih sila (iako mogu uzrokovati i štetu ljudima.)  U drugim plemenima ih vide više negativno, povezani su s bolešću, psovkama i vješicama, iako mogu i dalje biti izvor iscjeliteljske moći osposobljenih medicinemana.
Akeki pripadaju tipu sitnih duhova ili patuljaka obično humanoidnog oblika koji se kolektivno nazivaju Malih ljudi ili Little People. Poznati su i kod mnogih drugih plemena Sjeverne Amerike. Cherokee imaju dva tipa, Yunwi Tsunsdi' i Nunnehi (Nanye-hi). Kod Osaga, Omaha i Ponca, to su Mialuka; Cet'aenn (Ahtena, Tanana); Lumpeguin (Maliseet, Passamaquoddy), etc.